# Буріла-Міке
Буріла-Міке (рум. Burila Mică) — село у повіті Мехедінць в Румунії. Входить до складу комуни Гогошу.
Село розташоване на відстані 278 км на захід від Бухареста, 24 км на південь від Дробета-Турну-Северина, 98 км на захід від Крайови.

## Населення
За даними перепису населення 2002 року у селі проживали 990 осіб.
Національний склад населення села:
| Національність | Кількість осіб | Відсоток |
| -------------- | -------------- | -------- |
| румуни         | 598            | 60,4%    |
| цигани         | 391            | 39,5%    |

Рідною мовою назвали:
| Мова      | Кількість осіб | Відсоток |
| --------- | -------------- | -------- |
| румунська | 679            | 68,6%    |
| циганська | 310            | 31,3%    |